# SKUNK
『SKUNK』（スカンク）は、BLANKEY JET CITYの5作目のスタジオ・アルバム。1995年11月22日に東芝EMIから発売された。

## 概要
東芝EMIからリリースした最後のアルバム。ベスト・アルバムへの収録率はオリジナル・アルバム中最も高い。
ジャケット・ブックレットでは、メンバーがヘアヌードを披露している（全て修正済）。ジャケットのヘアヌードは初回盤のみジャケットのタイトル部分がプラケースにステッカーで貼られている仕様でブックレットを外すと見られるようになっている。
当初、本作リリースと同時にバンドを解散予定だったが、後に開催した代々木フリーライブに出応えを感じ解散は取消となった。本作はロンドンでレコーディングされた。一発撮り録音が多く、約20日でレコーディングを終え、プロデューサーの土屋昌巳とはレコーディングの仕方でかなり揉めた。メンバーは「バンドが人の意見を聞いて音楽作るようになったら最低」という結論にたどりつき、本当のバンドのやり方で作ったアルバムだという。

## 収録曲
| 全作詞・作曲: 浅井健一（#2,#3,#4,作曲: 照井利幸・浅井健一）。 |                         |                                                 |                                                 |      |
| #                                                             | タイトル                | 作詞                                            | 作曲・編曲                                      | 時間 |
| 1.                                                            | 「Skunk」               | 浅井健一 （#2,#3,#4,作曲: 照井利幸 ・浅井健一） | 浅井健一 （#2,#3,#4,作曲: 照井利幸 ・浅井健一） | 2:53 |
| 2.                                                            | 「Dynamite Pussy Cats」 | 浅井健一 （#2,#3,#4,作曲: 照井利幸 ・浅井健一） | 浅井健一 （#2,#3,#4,作曲: 照井利幸 ・浅井健一） | 4:04 |
| 3.                                                            | 「15才」                | 浅井健一 （#2,#3,#4,作曲: 照井利幸 ・浅井健一） | 浅井健一 （#2,#3,#4,作曲: 照井利幸 ・浅井健一） | 5:21 |
| 4.                                                            | 「Hell Inn」            | 浅井健一 （#2,#3,#4,作曲: 照井利幸 ・浅井健一） | 浅井健一 （#2,#3,#4,作曲: 照井利幸 ・浅井健一） | 4:23 |
| 5.                                                            | 「くちづけ」            | 浅井健一 （#2,#3,#4,作曲: 照井利幸 ・浅井健一） | 浅井健一 （#2,#3,#4,作曲: 照井利幸 ・浅井健一） | 5:10 |
| 6.                                                            | 「斜陽」                | 浅井健一 （#2,#3,#4,作曲: 照井利幸 ・浅井健一） | 浅井健一 （#2,#3,#4,作曲: 照井利幸 ・浅井健一） | 4:43 |
| 7.                                                            | 「Snow Badge」          | 浅井健一 （#2,#3,#4,作曲: 照井利幸 ・浅井健一） | 浅井健一 （#2,#3,#4,作曲: 照井利幸 ・浅井健一） | 4:52 |
| 8.                                                            | 「Romance」             | 浅井健一 （#2,#3,#4,作曲: 照井利幸 ・浅井健一） | 浅井健一 （#2,#3,#4,作曲: 照井利幸 ・浅井健一） | 5:02 |
| 9.                                                            | 「Fringe」              | 浅井健一 （#2,#3,#4,作曲: 照井利幸 ・浅井健一） | 浅井健一 （#2,#3,#4,作曲: 照井利幸 ・浅井健一） | 4:13 |
| 10.                                                           | 「Purple Jelly」        | 浅井健一 （#2,#3,#4,作曲: 照井利幸 ・浅井健一） | 浅井健一 （#2,#3,#4,作曲: 照井利幸 ・浅井健一） | 7:17 |
| 合計時間:                                                     | 合計時間:               | 47:58                                           |                                                 |      |

### 楽曲解説
1. Skunk
後のベスト・アルバム『国境線上の蟻』に収録。
このアルバムの中では後のライブの演奏率が最も高い曲。
2. Dynamite Pussy Cats
7thシングル「くちづけ」のC/W。
後のベスト・アルバム『国境線上の蟻』に収録。
3. 15才
後のベスト・アルバム『国境線上の蟻』に収録。
4. Hell Inn
5. くちづけ
7thシングル。
後のベスト・アルバム『Blankey Jet City 1991-1995』に収録。
6. 斜陽
椎名林檎がBJC解散のレヴューに寄せた「斜陽」の一言は本曲を指す。
7. Snow Badge
後のベスト・アルバム『国境線上の蟻』に収録。
8. Romance
後のベスト・アルバム『Blankey Jet City 1991-1995』に収録。
9. Fringe
10. Purple Jelly
「Purple Jelly」の単語は『Harlem Jets』収録曲「Come On」にも登場。
後のベスト・アルバム『Blankey Jet City 1991-1995』に収録。